# Mark Kinsella
Pour les articles homonymes, voir Kinsella.
Mark Anthony Kinsella, né le 12 août 1972 à Dublin, est un footballeur irlandais.
Il est le père d'Alice Kinsella, gymnaste britannique, et de Liam Kinsella (en), footballeur irlandais.